# もう誘拐なんてしない
『もう誘拐なんてしない』（もうゆうかいなんてしない）は、東川篤哉による日本の推理小説（ユーモアミステリー）。またそれを原作としたテレビドラマ。

## 概要
山口県下関市と福岡県北九州市門司区の関門海峡を隔てた地域を中心に、たこ焼き屋台のバイトをしていた大学生とヤクザの組長の娘である女子高生が企てた狂言誘拐の行方を描いた青春ミステリー。2008年1月に刊行後、2010年7月に文庫化、2012年にフジテレビ系でテレビドラマ化。
舞台となった下関市は著者が以前に住んだことのある場所であり、そこでの記憶が本作に反映されている。またヒロインが組長の娘で女子高生という設定は著者が作風に惹かれているという赤川次郎の『セーラー服と機関銃』からの連想である。書評家の大矢博子は文庫版の解説にて青春ミステリ、旅情ミステリ、本格ミステリとしての本作の側面を評価し、ユーモアミステリという部分においては「本書の笑いは多岐に渡っており、あらゆる人のツボにヒットするのではあるまいか。宮藤官九郎か三谷幸喜に映画にして欲しい、とまで思った」というコメントを残している。

## ストーリー
夏休み、先輩の甲本一樹の紹介でたこ焼き屋台のバイトに精を出す山口県下関市の大学生・樽井翔太郎は、福岡県北九州市門司区で商売をしていたところ、この一帯を縄張りとしているテキ屋「花園組」の2人組に追われていた女子高生を救出する。だが、その女子高生こそ「花園組」組長・花園周五郎の娘・花園絵里香だった。そして絵里香の頼みで彼女を下関まで連れて行った翔太郎は、絵里香の妹の詩織里が腎臓を患い移植手術を受けなければ助からないこと、その複雑な家庭環境から周五郎から莫大な手術費を出してもらうのは絶望的だということを知る。そこで翔太郎は絵里香に狂言誘拐を持ちかけ、手術費を工面するため、甲本と共に花園組を相手に狂言誘拐を実行する。
しかし3人の狂言誘拐は偽札問題、予期せぬ殺人事件という不測の事態が交差し、思わぬ展開へと向かっていく。　

## 登場人物

### 狂言誘拐の実行犯達
樽井翔太郎
山口県下関市に住む20歳の大学生。先輩の甲本の紹介で軽トラでたこ焼き屋台のバイトをしている。優しい性格で人は良いが、うだつが上がらず貧乏クジを引かされやすいタイプ。東川作品の例に違わずスケベであり、時折絵里香に邪なアプローチを掛けては玉砕している。
花園絵里香
「花園組」組長・花園周五郎の娘である17歳の女子高生。気が強く天真爛漫な性格。母親は組員と駆け落ちし（その組員は3年前に病死）、現在6歳となる妹の詩織里を出産した。詩織里とは仲が良く、周五郎や監視している部下の目を盗んで時々会いに行っていた。料理の腕は壊滅的だが演技力には自信がある。
甲本一樹
翔太郎の大学の先輩。大学を6年かけて卒業し、バイト経験の豊富さを誇る兵。翔太郎に紹介したたこ焼き屋台で仕事をしていたが、夏休みを取ることを建前に屋台を翔太郎に押し付けた調子のいいちゃっかり者。翔太郎に頼まれて狂言誘拐に協力し、その計画の内容から実行までを指揮する。去年に漁師の父を亡くし、その父親が残した船「梵天丸」を所持する。

### 花園組
福岡県北九州市門司区を縄張りにしているテキ屋系の任侠一家。門司港から発祥したバナナの叩き売りが始祖にあり、それで財を成してきたためが代紋はバナナが誂えられている。かつて組員は百名以上いたが、現在は十数名程に激減し、実際にいるのはたったの7名で、後は部活動の幽霊部員ならぬ幽霊組員という現状にまで弱体化しているが、面子もあって参加していない組員を破門にはしていない。
花園皐月
25歳、周五郎の先妻の娘で絵里香の姉。皐月の母親は自身を産んですぐに亡くなり、周五郎とその他組員に囲まれた環境故に男勝りな性格に育つ。乱暴だが姉御肌な性格で正式に組に属してはいないが周五郎以上に組員に慕われている。絵里香同様に料理の腕は壊滅的らしい。　
花園周五郎
「花園組」組長。皐月には厳しく接する反面、絵里香を溺愛し過保護な愛情を注いでいる。組長としての器量や能力に欠けているから人望が足りず、部下達からの信頼は低くぞんざい気味に扱われている。ハイカラ趣味な一面もあり、自宅もヤクザに似つかわしくない西洋風にアレンジしている。　
山部勢司
29歳、皐月の大学時代の先輩という間柄。「花園組」では高沢の次に位置する。ダークスーツを着こなした長身の男性。かつては数々の武勇伝を残してきた札付きの不良であり、その後一転して大学に進学するもその過去が尾を引いて就職活動もままならず現在に至る。冷静沈着で頭の切れる。
高沢裕也
「花園組」若頭。組内の№2であり、右腕として周五郎の信頼も厚い。
黒木剛史、白石浩太
「花園組」の下っ端の組員の2人組。黒木は黒いスーツを着た小太りの男、白石は白いスーツを着た痩せた男で2人揃ってオセロを連想させる格好をしている。周五郎の命令で絵里香の身を守るために絵里香を監視していた。2人揃って半人前と言われるほどとっぽく頭も悪い。
菅田敏明
「花園組」組員。茶髪にピアスと派手な身なりの男性。平戸と共に馬券を売るノミ屋の仕事に手を出している。皐月に好意を寄せており、皐月を目の前にすると異様にテンションが高くなる。
平戸修平
「花園組」組員。短い髪にメタルフレームの眼鏡を掛けた生真面目でやや暗い性格。

### その他
安川忠雄
安川組の組長の息子。皐月に好意を寄せているため、花園組の組員達にいい感情を抱かれていない。

## テレビドラマ
2012年1月3日にフジテレビ系列の火曜9時枠（21:00 - 23:30〈JST〉）で大野智主演の新春スペシャルドラマとして放送された。平均視聴率は13.7%（関東地区）。

### 出演

#### メインキャスト
樽井翔太郎〈29〉
演 - 大野智（嵐）
山口県下関市出身。売れない役者をしているフリーター。子供の頃からヒーローに憧れ、その夢を抱いて上京するが、ヒーローショーの役者（下っ端の怪人役）の仕事をクビになり、先の見えない現状に不安を抱える。ヒーロー好きの特撮・アニメオタクでその種のコレクションを多数所持している。
花園絵里香〈21〉
演 - 新垣結衣
「花園一家」親分・花園周五郎の娘である女子大生。絵里香の複雑な家庭事情を知って力になると言った翔太郎に狂言誘拐を依頼する。
甲本一樹〈30〉
演 - 佐藤隆太
翔太郎の地元の高校時代の先輩。自称「何でも屋」。家を追われた翔太郎に居候を許可し、焼き芋屋の仕事を紹介する。
花園皐月〈28〉
演 - 貫地谷しほり
周五郎の先妻の娘で絵里香の姉。男勝りの姉御肌。「花園一家」存続のために結婚を考えているが、山部に仄かな想いを寄せている。
白石浩太、黒木剛史
演 - 安田章大（関ジャニ∞）、髙嶋政宏
「花園一家」組員。絵里香の学校の送り迎えをしている。
菅田敏明
演 - 柄本時生
「花園一家」組員。絵里香に好意を寄せている。言動共に馬鹿丸出しで、狂言誘拐の際は重要な役目を務めようとするがスルーされる。
平戸修平
演 - 木村了
「花園一家」組員。
竜川潤子〈28〉
演 - 山口紗弥加
刑事。皐月とは小学校からの幼馴染で、スケバンの座を巡り張り合ってきた仲。
加藤祐樹
演 - 中尾明慶
新人警官。
山部勢司〈30〉
演 - 成宮寛貴
「花園一家」のNo.3。皐月の学生時代の先輩であり、当時は目が合うだけで殴りかかってくると言われるほどの凶悪な不良だった。自分を「古いタイプの人間」だと称する。
荒井詩緒里
演 - 久家心
絵里香の異父妹。手術をしないと命に関わるほど病状は重い。
高沢裕也
演 - 要潤
「花園一家」のNo.2。
安川忠雄
演 - 高橋克実
「安川興業」親分。周五郎とは兄弟分として付き合いがあり、様々な貸し借りをしあってきた。
花園周五郎
演 - 北大路欣也
「花園組」親分。子分達の前では厳格だが、絵里香には過保護で溺愛している。愛のテーマで雰囲気を作ったりとマフィアかぶれな一面もある。

#### スペシャルゲスト
影山
演 - 櫻井翔（嵐）
2011年10月期放送のドラマ『謎解きはディナーのあとで』（本作と同じ原作者のテレビドラマ化作品）の主人公。世界的な企業グループ「宝生グループ」を束ねる宝生家の執事。占い師に変装して、刑事の仕事をしている令嬢・麗子を見守っている最中に、翔太郎に「金難の相が出ている」と忠告する。
時多駿太郎
演 - 松本潤（嵐）
2012年1月期放送のドラマ『ラッキーセブン』の主人公。ヒーローショーで中年役者に代わって「光速戦士スライダーマン」を演じる。
教師
演 - 福田沙紀
翔太郎の担任教師。翔太郎のクラスで将来の夢についての作文を発表させる。
スライダーマン
演 - 竹中直人
ヒーローショーで「光速戦士スライダーマン」を演じていた中年役者。27年目のベテランだが動きのキレが悪い。
支配人
演 - 生瀬勝久
ヒーローショーの支配人。怪人役であるにも関わらず、若者演じる怪人に倒されたスライダーマンを助けてしまった翔太郎をクビにする。
若者A
演 - 田中圭
ヒーローショーの怪人役。ヒーローショーでスライダーマン以上の体のキレを発揮しスライダーマンを倒してクビを宣告される。
喫茶店のマスター、雑貨屋の店長、ラーメン屋の親父
演 - 田中要次、佐々木すみ江、宇梶剛士
待遇や店じまいなど、それぞれ不景気を理由に仕事を探す翔太郎を雇わなかった。
荒井真由子
演 - 横山めぐみ
周五郎の2番目の元妻。周五郎と離婚後、再婚して詩緒里を出産した。
竹村謙二郎
演 - 渡辺いっけい
「竹村印刷」社長。偽札作りに関わっており、羽振りも良かったが、皐月と山部が印刷所に着いた時に逃亡する。
花屋の配達員、バイク便の配達員
演 - 松村邦洋、髙田延彦
それぞれ翔太郎扮するアフロの男性から注文を受け、翔太郎達に「花園一家」へのメッセンジャー役に利用される。

### スタッフ
- 脚本 - 古家和尚
- 監督 - 佐藤祐市（共同テレビ）
- 音楽 - 瀬川英史
- 「スライダーマン」テーマ曲作詞・作曲・歌唱 - 金剛地武志
- 山口弁指導 - 西丸亮
- ガンエフェクト - BIGSHOT
- スタント・コーディネーター  - 釼持誠
- 編成企画 - 成河広明、瀧澤航一郎
- 企画統括 - 瀧山麻土香
- プロデュース - 高丸雅隆（共同テレビ）、江森浩子（共同テレビ）
- 制作 - フジテレビ
- 制作著作 - 共同テレビ